# لابیتنانگی
شهر لابیتنانگی (به روسی: Лабытнанги) در کشور روسیه و در ناحیه خودگران یامالو-ننتس واقع شده‌است.